# 擬ポテンシャル
擬ポテンシャル（ぎポテンシャル、英: pseudopotential）は、第一原理計算において原子核近傍の内核電子を直接取り扱わず、これを価電子に対する単なるポテンシャル関数に置き換える手法である。これは原子間結合距離など、多くの物性において、内核電子の直接の影響が小さいことを利用したものである。平面波基底を用いて第一原理計算を行う場合、計算コストの問題から、何らかの擬ポテンシャルを使う場合がほとんどである。
有効内核ポテンシャル（英: effective core potential, ECP）とも呼ばれる。
こうした擬ポテンシャルは、内核電子が与える静電相互作用や交換相関相互作用とは全く無関係に、原子核から或る半径よりも外側では、波動関数が全電子計算の結果と一致することだけを指針に作成される。そのため平均場近似といった物理的な近似や洞察を含むものではなく、あくまでも計算のための便宜的な手法といえる。価電子帯の波動関数は、原子核近傍で同径方向に節(ノード)を持つが、擬ポテンシャルを作製する際には、こうした節を取り除き、滑らかな波動関数となるように問題をすり替える。このため、擬ポテンシャル法により得られる波動関数(密度汎関数法に用いる場合はKohn-Sham軌道)は擬波動関数と呼ばれることもある。こうした操作が、カットオフエネルギーの大幅な削減へと繋がる。

## 擬ポテンシャルの分類
擬ポテンシャルには、次の2種類がある。
- 経験的に作られるもの（これは第一原理ではない）
- 第一原理計算の結果を利用して作られるもの

現在は精度の上からも、後者が使われることが多い。前述のように第一原理計算は計算コストが高いため、擬ポテンシャルの作製は、もっぱら球対称問題である原子に対して行われる。こうして作製した擬ポテンシャルが、化学結合をふくむ固体中の原子へどの程度利用できるかは、それ自体が複雑な問題である。問題の性質上、明確な答えは存在せず、概ね計算コストとの兼ね合いになる。様々な固体へ適用しても問題を起こさない擬ポテンシャルは、「トランスフェラビリティーが高い」と表現される。

## 擬ポテンシャルの問題点
擬ポテンシャルを利用する上での問題点は、内殻電子の寄与を無視するため、内殻電子が関与する物性（内殻励起、コアレベルシフトなど）には擬ポテンシャルを使った手法は事実上無力になることである（コアレベルシフトを擬ポテンシャル手法で扱おうとする試みは存在する）。また、非常に高い圧力下で内殻電子の寄与が物性に影響する（内殻電子の価電子化）ような状況でも、擬ポテンシャルによるバンド計算は対応できなくなる。光学応答の計算についても、擬波動関数が内核領域における波動関数を適切に表現していないため、問題が生じる。
ただし、どこまでを内殻電子とし、どこからを価電子として取り扱うかには任意性が残る。たとえばガリウムの3d軌道など浅い内殻電子を価電子として擬ポテンシャルの手法を利用することは可能である。そうした取り扱いでは、内殻軌道からの効果も部分的に計算に取り込むことが出来る。

## フェルミの擬ポテンシャル
エンリコ・フェルミは、原子核による自由中性子の散乱を記述するために擬ポテンシャル{\displaystyle V}を導入した。 
散乱体から遠く離れた中性子の波動関数は、球面波で表されるs 波の散乱波と入射平面波との和で表されると仮定する。よってポテンシャルは動径{\displaystyle r}の関数で与えられる。
{\displaystyle V(r)={\frac {2\pi \hbar ^{2}}{m}}b\,\delta (r)}
ここで{\displaystyle \hbar }はプランク定数を{\displaystyle 2\pi }で割ったもの、{\displaystyle m} は質量、{\displaystyle \delta (r)} は ディラックのデルタ関数、{\displaystyle b} は中性子散乱長、{\displaystyle r=0} は原子核の重心である。 
この{\displaystyle \delta }関数のフーリエ変換によって中性子の形状因子が得られる。
以上は１つの原子核による中性子の散乱についてである。散乱体が多体系である場合のフェルミ擬ポテンシャルは次のように書ける。
{\displaystyle V_{n}=\sum _{n}{\frac {2\pi \hbar ^{2}}{m}}b_{n}\delta (r-R_{n}(t))}

## 経験的に作られる擬ポテンシャル
- アシュクロフトの擬ポテンシャル
- ハイネ-アバレンコフの擬ポテンシャル

## 第一原理による擬ポテンシャル
- ノルム保存型擬ポテンシャル
- ウルトラソフト擬ポテンシャル

## 引用
1. ↑  E. Fermi (July 1936), “Motion of neutrons in hydrogenous substances”, Ricerca Scientifica 7:  13–52
2. ↑  Squires, Introduction to the Theory of Thermal Neutron Scattering, Dover Publications (1996) ISBN 0-486-69447-X